# Asímptota

Una corba que talla una asímptota infinites vegades

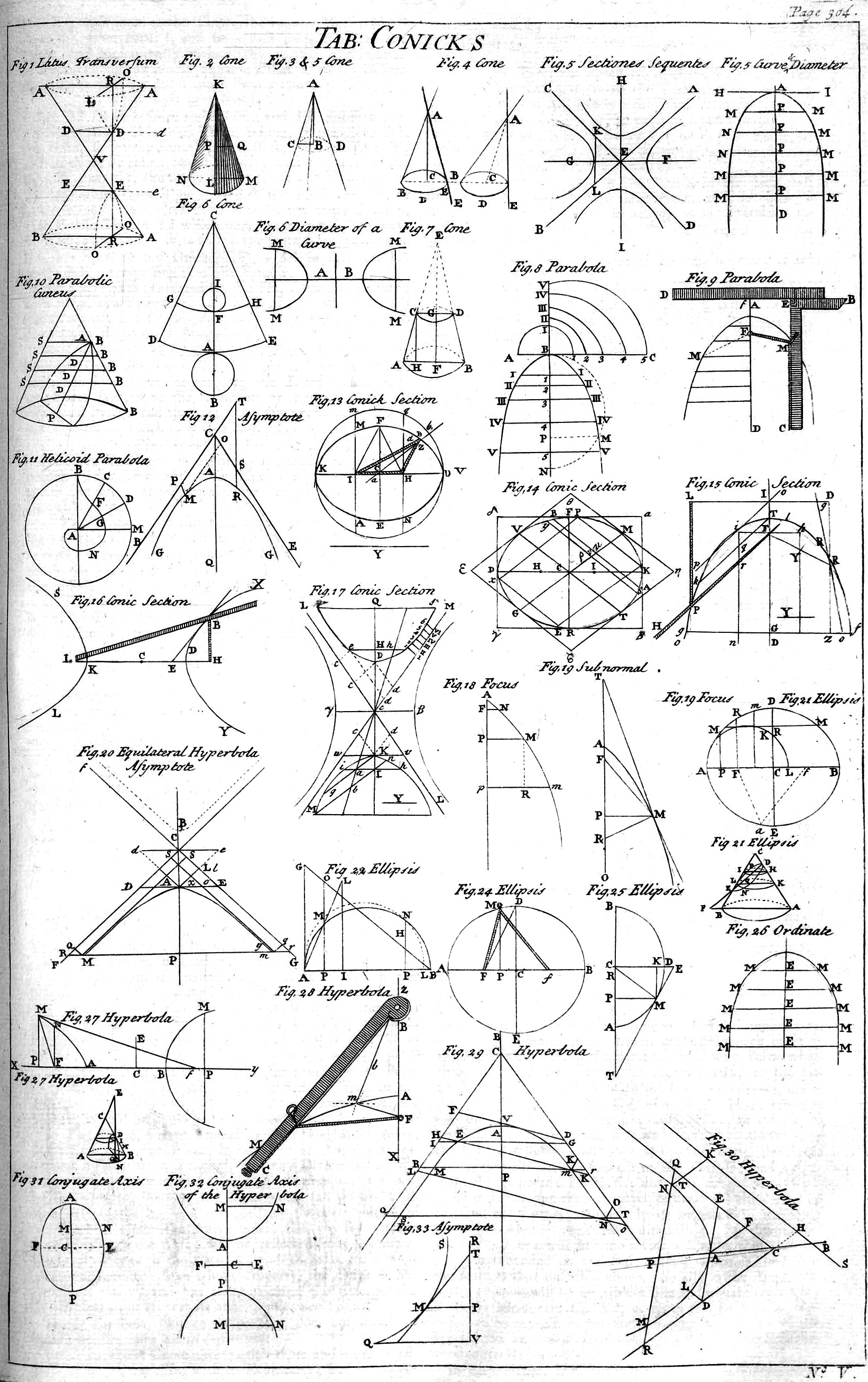
Tractat sobre còniques,

En geometria analítica, una asímptota d'una corba és una recta tal que la distància entre la corba i la recta s'aproxima a zero, quan una o les dues coordenades {\displaystyle x} o {\displaystyle y} tendeixen a l'infinit. Algunes fonts inclouen l'exigència que la corba no pugui creuar la línia a l'infinit, però això no és habitual entre els autors moderns. En alguns contexts, com la geometria algebraica, una asímptota es defineix com una línia que és tangent a una corba a l'infinit.
La paraula «asímptota» deriva del grec ἀσύμπτωτος (asumptōtos), que significa «no caure junts»; de ἀ (negació) + σύν (junts) + πτωτός (caiguda). El terme va ser introduït per Apol·loni de Perge en el seu treball sobre seccions còniques, però en contrast amb el seu significat modern, el va utilitzar per significar qualsevol línia que no talli amb la corba donada.
Hi ha tres tipus d'asímptotes: asímptotes horitzontals, verticals i obliqües. Per a les corbes que dona el gràfic d'una funció {\displaystyle y=f(x)}, 
- una asímptota horitzontal és una línia horitzontal que la gràfica de la funció s'aproxima a {\displaystyle x} quan tendeix a {\displaystyle +\infty } o {\displaystyle -\infty }. Donada una funció {\displaystyle f(x)}, existeix una asímptota horitzontal d'equació {\displaystyle y=b} si, i només si el límit de la funció quan {\displaystyle x} tendeix a l'infinit és un nombre finit {\displaystyle b}:
- :{\displaystyle \lim _{x\to \pm \infty }f(x)=b}, essent {\displaystyle b} un valor finit.

- una asímptota vertical és una línia vertical a les quals la funció creix sense límit. Donada una funció {\displaystyle f(x)}, existeix una asímptota vertical d'equació {\displaystyle x=a} si, i només si el límit de la funció quan {\displaystyle x} tendeix a {\displaystyle a} és infinit (positiu o negatiu):
- :{\displaystyle \lim _{x\to a^{+}}f(x)=\pm \infty }
- :{\displaystyle \lim _{x\to a^{-}}f(x)=\pm \infty }

- una asímptota obliqua és una línia que té un pendent que no és zero sinó que és finit, de manera que la gràfica de la funció s'apropa a la mateixa manera quan {\displaystyle x} tendeix a {\displaystyle +\infty } o {\displaystyle -\infty }. Les asímptotes obliqües són rectes d'equació {\displaystyle y=mx+b} on[7]
- :{\displaystyle \lim _{x\to \infty }{\frac {f(x)}{x}}=m}
- :{\displaystyle \lim _{x\to \infty }(f(x)-mx)=b}

Més generalment, una corba és una asímptota curvilínia d'una altra (a diferència d'una asímptota lineal) si la distància entre les dues corbes tendeix a zero quan tendeixen a l'infinit, tot i que el terme asímptota per si mateix sol estar reservat per asímptotes lineals.
Les asíntotes transmeten informació sobre el comportament de les corbes al llarg del seu domini, i la determinació de les asímptotes d'una funció és un pas important en el estudi del seu gràfic. L'estudi de les asímptotes de funcions, interpretat en sentit ampli, forma part de l'estudi de l'anàlisi asimptòtica.

## Introducció

Gràfica de la funció en coordenades cartesianes. Els eixos X i Y son asímptotes

La idea que una corba pot apropar-se de forma arbitrària a una línia sense arribar tocar-la pot semblar contrarestar l'experiència quotidiana. Les representacions d'una línia i una corba com a marques en un paper o com píxels en una pantalla de l'ordinador tenen un ample positiu. Així, doncs, si estiguessin prou allargats, semblarien fusionar-se, almenys fins on l'ull pogués discernir. Però aquestes són representacions físiques de les entitats matemàtiques corresponents; la línia i la corba són idealitzacions de conceptes on l'amplada és {\displaystyle 0} (vegeu línia). Per tant, la comprensió de la idea d'una asímptota requereix un esforç de raó en lloc d'experiència.
Consideri la gràfica de la funció {\displaystyle f(x)={\frac {1}{x}}} que es mostra a la dreta. Les coordenades dels punts de la corba són de la forma {\displaystyle \left(x,{\frac {1}{x}}\right)} on {\displaystyle x} és un nombre diferent a {\displaystyle 0}. Per exemple, la gràfica conté els punts (1, 1), (2, 0'5), (5, 0'2), (10, 0'1), … Fent els valors de {\displaystyle x} cada vegada més grans, diguem 100, 1000, 10.000 …, situant-los molt a la dreta de la il·lustració, els valors corresponents de {\displaystyle y}, 0'01, 0'001, 0'0001, …, es converteixen en infinitesimals relatius a l'escala mostrada. Però no importa el gran que sigui {\displaystyle x}, el recíproc {\displaystyle {\frac {1}{x}}} mai és {\displaystyle 0}, de manera que la corba mai tocarà l'eix X. De la mateixa manera, fent els valors de {\displaystyle x} cada vegada més petits, diguem 0'01, 0'01, 0'001, …, fent-los infinitesimals relatius a l'escala mostrada, els valors corresponents de {\displaystyle y}, 100, 1000, 10,000 …, són cada vegada més grans. Així, la corba s'estén cada vegada més cap amunt ja que s'apropa més a prop de l'eix Y. Així, els eixos X i Y són asímptotes de la corba. Aquestes idees formen part de la base del concepte d'un límit en matemàtiques, i aquesta connexió s'explica més a fons a continuació.

## Asímptotes de funcions
Les asímptotes més freqüentment trobades en l'estudi del càlcul infinitesimal són de corbes de la forma {\displaystyle y=f(x)}. Aquests es poden calcular utilitzant límits i classificats en asímptotes horitzontals, verticals i obliqües segons la seva orientació.
- Les asímptotes horitzontals són línies horitzontals d'equació {\displaystyle y=b} que la gràfica de la funció s'aproxima quan {\displaystyle x} tendeix a {\displaystyle +\infty } o {\displaystyle -\infty }. Com el seu nom indica, són paral·leles a l'eix X.
- Les asímptotes verticals són línies verticals d'equació {\displaystyle x=a} (perpendiculars a l'eix X) a les quals la funció creix sense límit.
- Les asímptotes obliqües són línies diagonals d'equació {\displaystyle y=mx+b} de tal manera que la diferència entre la corba i la línia s'aproxima {\displaystyle 0}, ja que {\displaystyle x} tendeix a {\displaystyle +\infty } o {\displaystyle -\infty }. En aquest cas es poden definir tipus més generals d'asímptotes.

Només les corbes obertes que tenen una branca infinita poden tenir una asímptota. Cap corba tancada pot tenir una asímptota.

### Asímptotes horitzontals

Asímptota horitzontal (') de la funció

Les asímptotes horitzontals són línies horitzontals que s'aproxima a la gràfica quan {\displaystyle x\rightarrow \pm \infty }. La línia horitzontal {\displaystyle y=c} és una asímptota horitzontal de la funció {\displaystyle y=f(x)} si
{\displaystyle \lim _{x\rightarrow -\infty }f(x)=c} o {\displaystyle \lim _{x\rightarrow +\infty }f(x)=c}.
En el primer cas, {\displaystyle y=f(x)} té {\displaystyle y=c} com asímptota quan {\displaystyle x\rightarrow -\infty }; en el segon cas, {\displaystyle y=f(x)} té {\displaystyle y=c} com asímptota quan {\displaystyle x\rightarrow +\infty }.
Per exemple, la funció arctangent satisfà
{\displaystyle \lim _{x\rightarrow -\infty }\arctan(x)=-{\frac {\pi }{2}}} i {\displaystyle \lim _{x\rightarrow +\infty }\arctan(x)={\frac {\pi }{2}}.}
Així, la línia {\displaystyle y=-\pi /2} és una tangent horitzontal per l'arctangent quan {\displaystyle x\rightarrow -\infty }, i {\displaystyle y=\pi /2} és una tangent horitzontal per l'arctangent quan {\displaystyle x\rightarrow +\infty }.
Les funcions poden tenir asímptotes horitzontals en un o ambdós costats, o poden tenir una asímtota horitzontal que sigui la mateixa en ambdues direccions. Per exemple, la funció {\displaystyle f(x)={\frac {1}{x^{2}+1}}} té una asímptota horitzontal en {\displaystyle y=0} quan {\displaystyle x\rightarrow -\infty } i {\displaystyle x\rightarrow +\infty } perquè, respectivament,
{\displaystyle \lim _{x\to -\infty }{\frac {1}{x^{2}+1}}=\lim _{x\to +\infty }{\frac {1}{x^{2}+1}}=0.}

### Asímptotes verticals

Asímptotes verticals (') de la funció

La línia {\displaystyle x=a} és una asímptota vertical de la gràfica de la funció {\displaystyle y=f(x)} si almenys una de les següents afirmacions és certa:
1. {\displaystyle \lim _{x\to a^{-}}f(x)=\pm \infty ,}
2. {\displaystyle \lim _{x\to a^{+}}f(x)=\pm \infty ,}

on {\displaystyle \lim _{x\to a^{-}}}és el límit quan {\displaystyle x\rightarrow a} des de l'esquerra (des de valors inferiors), i {\displaystyle \lim _{x\to a^{+}}} és el límit quan {\displaystyle x\rightarrow a} des de la dreta (des de valors superiors).
Per exemple, si {\displaystyle f(x)={\frac {x}{(x-1)}}}, el numerador s'apropa a 1 i el denominador s'apropa a 0 quan {\displaystyle x\rightarrow 1}. Per tant,
{\displaystyle \lim _{x\to 1}{\frac {x}{x-1}}=\infty }
i la corba té una asímptota vertical, {\displaystyle x=1}.
La funció {\displaystyle f(x)} es pot o no definir en {\displaystyle a}, i el seu valor exacte al punt {\displaystyle x=a} no afecta a l'asímptota. Per exemple, per a la funció
{\displaystyle f(x)={\begin{cases}{\frac {1}{x}}&{\mbox{si }}x>0,\\5&{\mbox{si }}x\leq 0.\end{cases}}}
té un límit de {\displaystyle +\infty } quan {\displaystyle x\rightarrow 0^{+}}, {\displaystyle f(x)} té la asímptota vertical {\displaystyle x=0}, tot i que {\displaystyle f(0)=5}. La gràfica d'aquesta funció talla l'asímptota vertical una vegada, a (0,5). És impossible que la gràfica d'una funció talli una asímptota vertical (o una línia vertical en general) en més d'un punt. A més, si una funció és contínua en cada punt on es defineix, és impossible que la seva gràfica talli qualsevol asímptota vertical.
Un exemple comú d'una asímptota vertical és el cas d'una funció racional en un punt {\displaystyle x} tal que el denominador és zero i el numerador no és zero.
Si una funció té una asímptota vertical, no és necessàriament cert que la derivada de la funció tingui una asímptota vertical al mateix lloc. Un exemple és {\displaystyle f(x)=1/x+\sin(1/x)} en {\displaystyle x=0}.

### Asímptotes obliqües

Asímptota obliqua (línia blava donada per ') de la funció. L'eix Y (') és una asímptota vertical

Quan una asímptota lineal no és paral·lela a l'eix X o a l'eix Y, es denomina asímptota obliqua o asímptota inclinada. Una funció {\displaystyle y=f(x)} és asimptòtica a la recta {\displaystyle y=mx+n} (m ≠ 0) si
{\displaystyle \lim _{x\to +\infty }\left[f(x)-(mx+n)\right]=0}, o {\displaystyle \lim _{x\to -\infty }\left[f(x)-(mx+n)\right]=0.}
En el primer cas, la línia {\displaystyle y=mx+n} és una asímptota obliqua de {\displaystyle f(x)} quan {\displaystyle x\rightarrow +\infty }; en el segon cas, la línia {\displaystyle y=mx+n} és una asímptota obliqua de {\displaystyle f(x)} quan {\displaystyle x\rightarrow -\infty }.
Un exemple és {\displaystyle f(x)=x+{\tfrac {1}{x}}}, que té l'asíntota obliqua {\displaystyle y=x} (que és m = 1, n = 0) tal com es veu en els límits
{\displaystyle \lim _{x\to \pm \infty }\left[f(x)-x\right]} {\displaystyle =\lim _{x\to \pm \infty }\left[\left(x+{\frac {1}{x}}\right)-x\right]} {\displaystyle =\lim _{x\to \pm \infty }{\frac {1}{x}}=0.}

## Mètodes elementals per identificar les asímptotes
Les asímptotes de moltes funcions elementals es poden trobar sense l'ús explícit dels límits (encara que les derivacions d'aquests mètodes usen normalment límits).

### Càlcul general d'asímptotes obliqües per a funcions
L'asímptota obliqua, per a la funció {\displaystyle f(x)}, serà donada per l'equació {\displaystyle y=mx+n}. El valor de {\displaystyle m} es calcula primer i el proporciona
{\displaystyle m{\stackrel {\text{def}}{=}}\lim _{x\rightarrow a}f(x)/x}
on {\displaystyle a} és {\displaystyle -\infty } o {\displaystyle +\infty } depenent del cas estudiat. És convenient tractar els dos casos per separat. Si aquest límit no existeix, no hi ha una asímptota obliqua en aquesta direcció.
Després d'obtenir {\displaystyle m}, el valor de {\displaystyle n} pot ser calculat per
{\displaystyle n{\stackrel {\text{def}}{=}}\lim _{x\rightarrow a}(f(x)-mx)}
on {\displaystyle a} és el mateix valor d'abans. Si aquest límit no existeix, no hi ha una asímptota obliqua en aquesta direcció, encara que existeixi el límit definint {\displaystyle m}. En cas contrari, {\displaystyle y=mx+n} és l'asímptota obliqua de {\displaystyle f(x)} quan {\displaystyle x\rightarrow a}
Per exemple, la funció {\displaystyle f(x)=(2^{2}+3x+1)/x} té
{\displaystyle m=\lim _{x\rightarrow +\infty }f(x)/x=\lim _{x\rightarrow +\infty }{\frac {2x^{2}+3x+1}{x^{2}}}=2}, i
{\displaystyle n=\lim _{x\rightarrow +\infty }(f(x)-mx)=\lim _{x\rightarrow +\infty }\left({\frac {2x^{2}+3x+1}{x}}-2x\right)=3}
de manera que {\displaystyle y=2x+3} és l'asímptota de {\displaystyle f(x)} quan {\displaystyle x\rightarrow +\infty }.
La funció {\displaystyle f(x)=\ln x} té
{\displaystyle m=\lim _{x\rightarrow +\infty }f(x)/x=\lim _{x\rightarrow +\infty }{\frac {\ln x}{x}}=0}, i
{\displaystyle n=\lim _{x\rightarrow +\infty }(f(x)-mx)=\lim _{x\rightarrow +\infty }\ln x}, que no existeix.
de manera que {\displaystyle f(x)=\ln x} no té una asímptota quan {\displaystyle x\rightarrow +\infty }.

### Asímptotes per a funcions racionals
En la representació gràfica d'una funció racional, les asímptotes, quan existeixen, tenen un paper essencial. Encara que és possible aplicar el mètode per límits descrit anteriorment, en el cas de funcions racionals, solen emprar-se tècniques algorítmiques que no requereixen de l'anàlisi matemàtic.
Una funció racional té com a màxim una asímptota horitzontal o una asímptota obliqua (inclinada), i possiblement moltes asímptotes verticals.
- El domini de la funció determina les asímptotes verticals.
- La divisió de polinomis proporciona les asímptotes horitzontals i obliqües.

#### Asímptotes horitzontals de funcions racionals
Per a més claredat, sigui:
{\displaystyle {\frac {A(x)}{B(x)}}={\frac {a_{m}x^{m}+a_{m-1}x^{m-1}+...+a_{1}x+a_{0}}{b_{n}x^{n}+b_{n-1}x^{n-1}+...+b_{1}x+b_{0}}}}
- Si {\displaystyle m<n}, hi ha una asímptota horitzontal d'equació {\displaystyle y=0}.
- Si {\displaystyle m=n}, hi ha una asímptota horitzontal d'equació: {\displaystyle y={\frac {a_{m}}{b_{n}}}} (el quocient dels coeficients principals).
- Si {\displaystyle m>n}, no hi ha asímptota horitzontal; si el grau del numerador és exactament un més que el denominador, hi ha una asímptota obliqua, i la seva equació ve donada pel quocient de la divisió dels polinomis.

| Grau                  | Asímptotes en general                                                                 | Exemple                                              | Asímptota per l'exemple                                           |
| --------------------- | ------------------------------------------------------------------------------------- | ---------------------------------------------------- | ----------------------------------------------------------------- |
| {\displaystyle m<n}   | {\displaystyle y=0}                                                                   | {\displaystyle f(x)={\frac {1}{x^{2}+1}}}            | {\displaystyle y=0} (asímptota horitzontal)                       |
| {\displaystyle m=n}   | {\displaystyle y={\frac {a_{m}}{b_{n}}}}                                              | {\displaystyle f(x)={\frac {2x^{2}+7}{3x^{2}+x+12}}} | {\displaystyle y={\frac {2}{3}}} (asímptota horitzontal)          |
| {\displaystyle m=n+1} | {\displaystyle y=} el quocient de la divisió euclidiana del numerador pel denominador | {\displaystyle f(x)={\frac {x^{2}+x+1}{x}}}          | {\displaystyle y=x+1} (asímptota oblíqua)                         |
| {\displaystyle m>n}   | cap                                                                                   | {\displaystyle f(x)={\frac {2x^{4}}{3x^{2}+1}}}      | No hi ha asímptota lineal, però existeix una asímptota curvilínia |

#### Asímptotes verticals de funcions racionals
Les asímptotes verticals es donen en els valors que anul·len el denominador però no el numerador. Si hi ha una arrel en comú, es compara la multiplicitat de les arrels.

Exemples:
1. La funció homogràfica {\displaystyle f(x)={\frac {ax+b}{cx+d}}} té dos asímptotes: {\displaystyle x=-d/c} (vertical), {\displaystyle y=a/c} (horitzontal)
2. En el cas particular {\displaystyle y={\frac {1}{x}}} les asímptotes són els propis eixos cartesians: {\displaystyle x=0}, {\displaystyle y=0}
3. La funció {\displaystyle f(x)={\frac {x^{2}-5x+6}{x^{3}-3x^{2}+2x}}={\frac {(x-2)(x-3)}{x(x-1)(x-2)}}} té dues asímptotes verticals: {\displaystyle x=0}, i {\displaystyle x=1} (però no a {\displaystyle x=2}).

#### Asímptotes obliqües de funcions racionals

Negre: la gràfica de. Vermell: l'asímpota. Verd: diferència entre la frafica i la seva asímptota per a

Quan el grau del numerador d'una funció racional és exactament igual al grau del denominador +1, la funció té una asímptota obliqua (inclinada). L'asímptota és el terme polinomial després de dividir el numerador i el denominador. Aquest fenomen es produeix perquè al dividir la fracció, hi haurà un terme lineal i un residu. Per exemple, considereu la funció
{\displaystyle f(x)={\frac {x^{2}+x+1}{x+1}}=x+{\frac {1}{x+1}}}
que es mostra a la gràfica de la dreta. A mesura que augmenta el valor de {\displaystyle x}, {\displaystyle f} s'apropa a la asímptota {\displaystyle y=x}. Això és degut al fet que l'altre terme, {\displaystyle 1/(x+1)}, s'aproxima a 0.
Si el grau del numerador és superior a 1 que el grau del denominador, i el denominador no divideix el numerador, hi haurà un residu zero que va a zero mentre augmenta {\displaystyle x}, però el quocient no és lineal i la funció no té una asímptota obliqua.

### Transformacions de funcions conegudes
Si una funció coneguda té una asímptota (com {\displaystyle y=0} per {\displaystyle f(x)=e^{x}}), les translacions d'aquesta també tenen una asímptota.
- Si {\displaystyle x=a} és una asímptota vertical de {\displaystyle f(x)}, llavors {\displaystyle x=a+h} és una asímptota vertical de {\displaystyle f(x-h)}
- Si {\displaystyle y=c} és una asímptota horitzontal de {\displaystyle f(x)}, llavors {\displaystyle y=c+k} és una asímptota horitzontal de {\displaystyle f(x)+k}

Si una funció coneguda té una asímptota, llavors l'escalat de la funció també té una asímptota.
- Si {\displaystyle y=ax+b} és una asímptota de {\displaystyle f(x)}, llavors {\displaystyle y=cax+cb} és una asímptota de {\displaystyle cf(x)}

Per exemple, {\displaystyle f(x)=e^{x-1}+2} té una asímptota horitzontal {\displaystyle y=0+2=2}, i no té asímptotes verticals ni obliqües.

## Definició general

', o ', amb dues asímptotes horitzontals i dues verticals

Sigui {\displaystyle A:(a,b)\rightarrow R^{2}} una corba plana paramètrica de coordenades {\displaystyle A(t)=(x(t),y(t))}. Suposem que la corba tendeix a l'infinit, és a dir:
{\displaystyle \lim _{t\rightarrow b}(x^{2}(t)+y^{2}(t))=\infty .}
Una línia {\displaystyle \ell } és una asímptota d'{\displaystyle A} si la distància del punt {\displaystyle A(t)} a {\displaystyle \ell } tendeix a zero quan {\displaystyle t\rightarrow b}.
Per exemple, la branca superior dreta de la corba {\displaystyle y=1/x} es pot definir de forma paramètrica com {\displaystyle {\bigl (}x=t,y=1/t{\bigr )}}, on {\displaystyle t>0}.
- En primer lloc, {\displaystyle x\rightarrow \infty } quan {\displaystyle t\rightarrow \infty } i la distància de la corba a l'eix X és {\displaystyle 1/t} que s'aproxima a 0 quan {\displaystyle t\rightarrow \infty }. Per tant, l'eix X és una asímptota de la corba.
- A més, {\displaystyle y\rightarrow \infty } quan {\displaystyle t\rightarrow 0} per la dreta, i la distància entre la corba i l'eix Y és {\displaystyle t} que s'apropa a 0 com {\displaystyle t\rightarrow 0}. Així, l'eix Y també és una asímptota.

Es pot veure un argument semblant per a la branca inferior esquerra de la corba, on les dues línies també són asímptotes.
Encara que aquí la definició utilitza una parametrització de la corba, la noció d'asímptota no depèn de la parametrització. De fet, si l'equació de la línia és {\displaystyle ax+by+c=0}, la distància del punt {\displaystyle A(t)={\bigl (}x(t),y(t){\bigr )}} a la línia està donada per
{\displaystyle {\frac {|ax(t)+by(t)+c|}{\sqrt {a^{2}+b^{2}}}}}
si {\displaystyle \gamma (t)} és un canvi de parametrització, llavors la distància és
{\displaystyle {\frac {|ax(\gamma (t))+by(\gamma (t))+c|}{\sqrt {a^{2}+b^{2}}}}}
que tendeix a zero de la mateixa manera que l'expressió anterior.
Un cas important és quan la corba és la gràfica d'una funció real (una funció d'una variable real que retorna valors reals). La gràfica de la funció {\displaystyle y=f(x)} és el conjunt de punts del pla amb coordenades {\displaystyle {\bigl (}x,f(x){\bigr )}}. Per a això, una parametrització és
{\displaystyle t\mapsto (t,f(t)).}
Aquesta parametrització s'ha de considerar en els intervals oberts {\displaystyle (a,b)}, on {\displaystyle a\rightarrow -\infty } i {\displaystyle b\rightarrow +\infty }.
Una asímptota pot ser vertical o no-vertical (obliqua o horitzontal). En el primer cas, la seva equació és {\displaystyle x=c}, per a algun nombre real {\displaystyle c}. El cas no-vertical té una equació {\displaystyle y=mx+n}, on {\displaystyle m} i {\displaystyle n} són nombres reals. Els tres tipus d'asímptotes poden estar presents al mateix temps en exemples específics. A diferència de les asímptotes per a les corbes que són gràfiques de funcions, una corba general pot tenir més de dues asímptotes no-verticals, i pot creuar les seves asímptotes verticals més d'una vegada.

## Asímptotes curvilínies

La funció és una asímptota parabòlica de la funció'

Sigui {\displaystyle A:(a,b)\rightarrow R^{2}} una corba plana paramètrica de coordenades {\displaystyle A(t)=(x(t),y(t))}, i {\displaystyle B} una altra corba (no paramètrica). Suposem, com abans, que la corba {\displaystyle A} tendeixi a l'infinit. La corba {\displaystyle B} és una asímptota curvilínia d'{\displaystyle A} si la distància més curta del punt {\displaystyle A(t)} a un punt de {\displaystyle B} tendeix a zero quan {\displaystyle t\rightarrow b}. De vegades {\displaystyle B} s'anomena simplement «asímptota d'{\displaystyle A}», quan no hi ha risc de confusió amb asímptotes lineals.
Per exemple, la funció
{\displaystyle y={\frac {x^{3}+2x^{2}+3x+4}{x}}}
té l'asímptota curvilínia {\displaystyle y=x^{2}+2x+3}, que s'anomena «asímptota parabòlica» perquè és una paràbola més que una línia recta.

## Les asímptotes i el dibuix de corbes
Les asímptotes s'utilitzen en el procediment de dibuixar la gràfica d'una funció. Una asímptota serveix com a guia per mostrar el comportament de la corba cap a l'infinit. Per obtenir millors aproximacions de la corba, també s'utilitzen branques parabòliques, tot i que sembla preferible el terme «corba asimptòtica».

## Asímptotes de corbes algebraiques

Una corba algebraica, el foli de Descartes (vermell) amb una única asímptota (blau)

Les asímptotes d'una corba algebraica en el pla afí són les línies que són tangents a la corba projectada a través d'un punt en l'infinit. Per exemple, un pot identificar les asímptotes de la hipèrbola unitària d'aquesta manera. Les asímptotes solen considerar-se només per a corbes reals, encara que també tenen sentit quan es defineixen d'aquesta manera per a corbes sobre un cos arbitrari.
Una corba plana de grau {\displaystyle n} talla la seva asímptota com a màxim en altres {\displaystyle n-2} punts, pel teorema de Bézout, ja que la intersecció a l'infinit és d'almenys multiplicitat dos. Per a una cònica, hi ha un parell de línies que no tallen la cònica en cap punt complex; aquestes són les dues asímptotes de la cònica.
Una corba algebraica plana es defineix per una equació de la forma {\displaystyle P(x,y)=0} on {\displaystyle P} és un polinomi de grau {\displaystyle n}
{\displaystyle P(x,y)=P_{n}(x,y)+P_{n-1}(x,y)+\cdots +P_{1}(x,y)+P_{0}}
on {\displaystyle P_{k}} és un polinomi homogeni de grau {\displaystyle k}. La desaparició dels factors lineals del terme de major grau {\displaystyle P_{n}} defineix les asímptotes de la corba; configurant {\displaystyle Q=P_{n}}, si {\displaystyle P_{n}(x,y)=(ax-by)Q_{n-1}(x,y)}, llavors
- {\displaystyle Q'_{x}(b,a)x+Q'_{y}(b,a)y+P_{n-1}(b,a)=0} és una asímptota si {\displaystyle Q'_{x}(b,a)=Q'_{y}(b,a)\neq 0}.
- {\displaystyle Q'_{x}(b,a)=Q'_{y}(b,a)=0} i {\displaystyle P_{n-1}(b,a)\neq 0} no és una asímptota, però la corba té una branca que sembla una branca d'una paràbola. Aquesta branca s'anomena branca parabòlica, fins i tot quan no té cap paràbola que sigui una asímptota curvilínia.
- {\displaystyle Q'_{x}(b,a)=Q'_{y}(b,a)=P_{n-1}(b,a)=0} és una corba té un punt singular en l'infinit que pot tenir diverses asímptotes o branques parabòliques.

Sobre els nombres complexos, {\displaystyle P_{n}} es divideix en factors lineals, cadascun dels quals defineix una asímptota (o diverses per diversos factors). Sobre els nombres reals, {\displaystyle P_{n}} es divideix en factors que són factors lineals o quadràtics. Només els factors lineals corresponen a branques infinites (reals) de la corba, però si un factor lineal té una multiplicitat major que 1, la corba pot tenir diverses asímptotes o branques parabòliques. També pot passar que un factor lineal múltiple com aquest correspongui a dues branques conjugades complexes i no correspongui a cap branca infinita de la corba real. Per exemple, la corba {\displaystyle x^{4}+y^{2}-1=0} no té punts reals fora del quadrat {\displaystyle |x|\leq 1,|y|\leq 1}, però el seu ordre d'ordre més alt dona el factor lineal {\displaystyle x} amb la multiplicitat 4, donant lloc a una única asímptota {\displaystyle x=0}.

## Con asimptòtic
La hipèrbola
{\displaystyle {\frac {x^{2}}{a^{2}}}-{\frac {y^{2}}{b^{2}}}=1}
té dos asímptotes
{\displaystyle y=\pm {\frac {b}{a}}x.}
L'equació de la unió d'aquestes dues línies és
{\displaystyle {\frac {x^{2}}{a^{2}}}-{\frac {y^{2}}{b^{2}}}=0.}
De la mateixa manera, l'hiperboloide
{\displaystyle {\frac {x^{2}}{a^{2}}}-{\frac {y^{2}}{b^{2}}}-{\frac {z^{2}}{c^{2}}}=1}
es diu que té el con asimptòtic
{\displaystyle {\frac {x^{2}}{a^{2}}}-{\frac {y^{2}}{b^{2}}}-{\frac {z^{2}}{c^{2}}}=0.}

Canvi d'el·lipse a hipèrbola quan canvia l'excentricitat. L'eix semimajor de l'el·lipse i la distància del centre a les puntes de la hipèrbola es manté constant (igual a 3). Les guies estan en magenta, les asímptotes de les hipèrboles en blau clar, i els focus són els dos punts blaus.

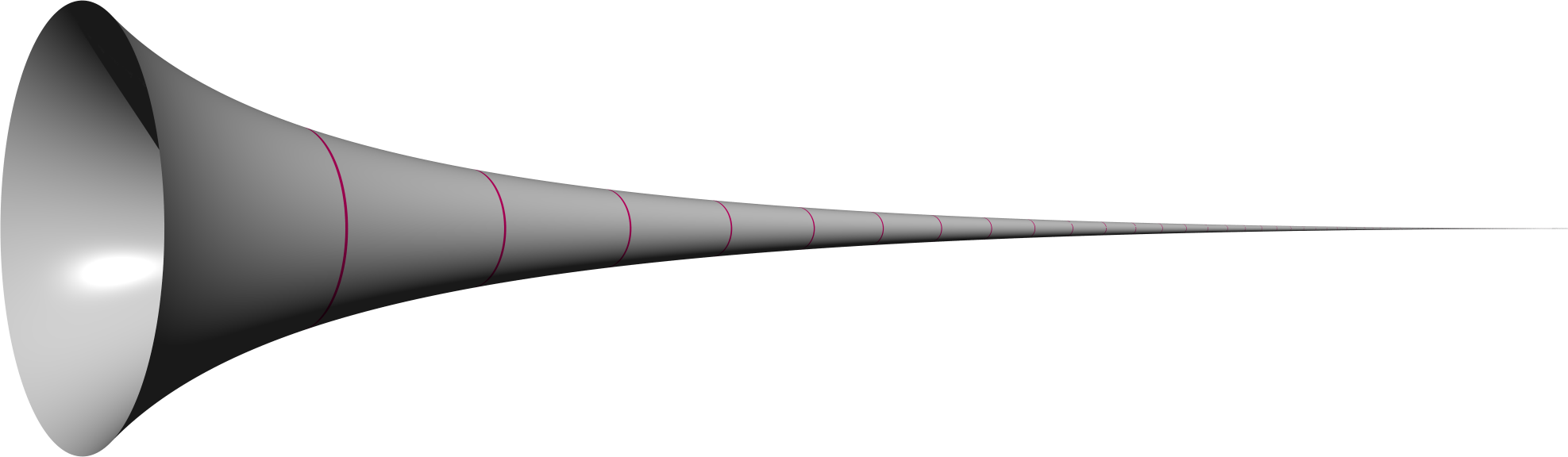
Imatge 3D de la Banya de Gabriel (o Trompeta de Torricelli), un exemple de con asimptòtic

La distància entre l'hiperboloide i el con asimptòtic s'aproxima 0, ja que la distància de l'origen s'aproxima a l'infinit.
Més generalment, considerem una superfície que té una equació implícita {\displaystyle P_{d}(x,y,z)+P_{d-2}(x,y,z)+\cdots P_{0}=0,} i {\displaystyle P_{i}} és un polinomi homogeni de grau {\displaystyle i} i {\displaystyle P_{d-1}=0}. Llavors, l'equació {\displaystyle P_{d}(x,y,z)=0} defineix un con que està centrat a l'origen de coordenades. S'anomena «con asimptòtic», perquè la distància al con d'un punt de la superfície tendeix a zero quan el punt de la superfície tendeix a l'infinit.